# Buscando el paraíso
Buscando el paraíso fue una telenovela mexicana juvenil realizada por la cadena Televisa, siendo exhibida por El Canal de las Estrellas entre el 8 de noviembre de 1993 y el 1 de abril de 1994, de la mano de Luis de Llano Macedo y Marco Flavio Cruz y dirigía por Benjamín Cann.
Protagonizada por Pedro Fernández y Yolanda Andrade, con las participaciones antagónicas de Karla Álvarez, Alejandro Ibarra y Sergio Bustamante, además con las actuaciones estelares de Tiare Scanda, Lorena Rojas, Carlos Espejel, Alonso Echánove, Mónika Sánchez, Otto Sirgo, Anna Silvetti y los primeros actores Amparo Arozamena, Salvador Sánchez, María Rojo, Fernando Balzaretti, Blanca Sánchez  y Patricio Castillo.

## Argumento
Dalia y Andrea son dos jovencitas muy diferentes a pesar de ser hermanas. Andrea siempre ha sido la sexy rompe-corazones en cambio su hermana es tímida e insegura. Dalia tiene un secreto, está enamorada de Ángel un conquistador profesional y exnovio de Andrea. Para darle celos a Andrea, Ángel comienza una relación con Dalia, pero la abandona luego de seducirla. En realidad él está obsesionado con la sensual Lolita, que es la amante del padre de Ángel. Abandonada y embarazada, Dalia se refugia en el cariño de Julio un muchacho pobre, pero trabajador. Sólo que los celos de Andrea y el retorno de Ángel los separará.

## Elenco

### Reparto principal
- Pedro Fernández como Julio Flores Vallado
- Yolanda Andrade como Dalia Montero Machado
- Amparo Arozamena como Doña Edna
- Karla Álvarez como Andrea Montero Machado
- María Rojo como Amalia
- Tiaré Scanda como Alma
  - Geraldine Bazán interpretó a Alma de niña
- Lorena Rojas como Dolores «Lolita»
- Carlos Espejel como Benjamín
- Mónika Sánchez como Samuela Díaz
- Fernando Balzaretti como Don Luis
- Alejandro Ibarra como Ángel

### Reparto recurrente
- Alonso Echánove como Horacio
- Anna Silvetti como Carmela «Carmelita»
- Blanca Sánchez como Gabriela
- Patricio Castillo como Don Patricio
- Otto Sirgo como Don Ángel
- José Suárez como Eduardo
- Alejandro Treviño como Erik
- Tina Romero como Elsa
- Sergio Bustamante como Marcelo
- Mauricio Armando como Diego
- Marta Aura
- Alejandra Morales como Martha
- Sergio Ramos "El Comanche"
- Anna Ciocchetti
- Salvador Sánchez como detective Berriozábal

## Premios y nominaciones

### Premios TVyNovelas 1994
| Categoría          | Nominado(a)     | Resultado |
| ------------------ | --------------- | --------- |
| Mejor actor joven  | Pedro Fernández | Nominado  |
| Mejor tema musical | Pedro Fernández | Nominado  |